# Sampi (literă)

Litera grecească Sampi

Sampi (forma modernă: ϡ; formele antice: , ; alte forme: Ͳ ͳ) este o literă arhaică a alfabetului grec.